# Edvin Leffler
Justus Edvin Leffler, född 23 augusti 1875 i Göteborg (Domkyrkoförsamlingen), död 25 september 1950 i Kinna församling, Älvsborgs län, var en svensk disponent och politiker inom Högerpartiet.
Han var son till grosshandlaren Charles Albert Leffler och Hilda Augusta Lithman, och bror till Janne Leffler. Sedan 1909 var han gift med Disa Erikson.
Efter skolgången i Karlstad anställdes han inom Göteborgs affärsvärld 1893. Efter en tids utlandsresor anställdes han vid Kinnaströms väfveri AB och blev 1912 dess VD. Han satt i flera styrelser och var ordförande för Svenska textilfabrikantföreningen från 1933. 
Leffler tog aktiv del i Kinnas kommunala liv och var ledamot av riksdagens andra kammare 1922–1924 och från 1927, invald i Älvsborgs läns södra valkrets.